# Дом-музей Н. И. Лобачевского
Дом-музей Н. И. Лобачевского — музей Николая Ивановича Лобачевского, находящийся в доме, где тот жил в летнее время на протяжении последних восьми лет своей жизни. Объект культурного наследия федерального значения.

## История
В 1838 году в деревне Беловожская Слобода Чебоксарского уезда, в полукилометре от деревни Козловка, ректор Казанского университета Николай Иванович Лобачевский приобрёл у помещика В. Н. Карпенко имение из 36 дворов и 101 мужской крепостной души. В 1848 году на территории имения был построен одноэтажный деревянный дом с мезонином в стиле русского классицизма, где математик проживал в летнее время. Здесь он занимался разведением овец-мериносов (за образцы мериносовой шерсти он даже был награждён серебряной медалью на Петербургской выставке 1850 года), содержанием пасеки, выращиванием сада. В гостях он принимал своих друзей и учеников, в том числе Николая Петровича Вагнера, Николая Игнатьевича Розова, Александра Михайловича Бутлерова и других. В 1856 году, после смерти учёного, его имение приобрёл петербургский чиновник Александр Константинович Мясников. Позже дом купил купец 2-й гильдии Софрон Тимофеевич Забродин, перенёс его на Базарную площадь Козловки и устроил в нём постоялый двор. В 1884 году здание было продано Чебоксарскому уездному земству, перевезено в село Карачево и было передано Никольскому волостному управлению. Позже в нём в разное время размещались Карачевская двухклассная школа, исполком Карачевской волости и Карачевская участковая больница.
4 декабря 1974 года «Дом усадьбы математика Лобачевского Николая Ивановича, в котором он жил в летнее время в 1848—1856 гг.» по адресу город Козловка, улица Садовая, за постановлением Совета министров РСФСР № 624 был включён в список памятников культуры, подлежащих охране как памятники государственного значения. В январе 1985 года здание пострадало из-за пожара. В 1989 дом вернулся в Козловку, после чего в течение пяти лет его восстанавливали и реставрировали. 10 июня 1994 в здании был открыт музей Лобачевского. По состоянию на 2019 год ежегодно музей посещали более 5000 человек. В 2019—2021 годах были проведены ремонтно-реставрационные работы.